# Arlen López
Arlen López Cardona (Guantánamo, 21 febbraio 1993) è un pugile cubano, campione olimpico nella categoria dei pesi medi ai Giochi di Rio de Janeiro 2016 e nella categoria dei pesi mediomassimi ai Giochi di Tokyo 2020.

## Biografia
Il 20 agosto 2016 ha conquistato la medaglia d'oro nei medi, sconfiggendo in finale l'uzbeko Bektemir Melikuziev con un verdetto unanime. 
Il 4 agosto 2021 ha conquistato la medaglia d'oro nei mediomassimi, sconfiggendo in finale il britannico Benjamin Whittaker con un verdetto unanime. 

## Carriera pugilistica

### Risultati olimpici

#### Rio de Janeiro 2016
Ha vinto la medaglia d'oro nella categoria dei pesi medi al torneo di pugilato delle Olimpiadi di Rio de Janeiro del 2016.
- Batte Zoltán Harcsa ( Ungheria) KO tecnico
- Batte Christian Mbilli Assomo ( Francia) 3–0
- Batte Kamran Shakhsuvarly ( Azerbaigian) 3–0
- Batte Bektemir Melikuziev ( Uzbekistan) 3–0